# إغشان (آيت أوفقا)
إغشان هي إحدى مشيخات المملكة المغربية، تتبع جغرافيا لإقليم تيزنيت وإداريًا لآيت أوفقا. يقدر عدد سكانها بـ 2393 نسمة حسب الإحصاء الرسمي للسكان والسكنى لسنة 2004.